# 李兰田
李兰田（1954年—），湖南益阳人，汉族，中华人民共和国政治人物、第十一届全国人民代表大会解放军代表。
毕业于国防科技大学项目管理专业，是中共党员。担任湖南省军区参谋长。2008年起担任全国人大代表。